# Heemsen
Heemsen ist eine Gemeinde im Landkreis Nienburg/Weser in Niedersachsen.

## Geografie

### Geografische Lage
Heemsen liegt zwischen dem Naturpark Wildeshauser Geest und dem Naturpark Steinhuder Meer ungefähr in der Mitte zwischen Bremen und Hannover an der Weser. Durch das Gemeindegebiet fließt die Wölpe. Östlich liegt das Lichtenmoor. Die Gemeinde gehört der Samtgemeinde Heemsen an, die ihren Verwaltungssitz in der Gemeinde Rohrsen hat.

### Gemeindegliederung
Die vier Ortsteile der Gemeinde sind:
- Anderten
- Gadesbünden
- Heemsen
- Lichtenmoor

## Geschichte
Heemsen wurde erstmals 1096 urkundlich erwähnt. Im Gemeindegebiet befinden sich die Reste von zwei Wallburgen. In der Nähe des Ortes Anderten lag die Andertenburg, die den Reichsweg zwischen der Mittelweserregion Richtung Fallingbostel kontrollierte. Etwa einen Kilometer südöstlich des Ortes Heemsen an der Straße nach Steimbke liegen in ehemals sumpfiger Umgebung die Reste der Brunsburg, deren Wälle noch teilweise erhalten sind. Ausgrabungen von 1907 in der Hauptburg lassen auf eine Entstehung im 9. Jahrhundert schließen.

### Religionen
Die evangelisch-lutherische St.-Michaelis-Kirchengemeinde in Heemsen wurde am 1. Februar 2012 mit der St.-Johannis-Kirchengemeinde in Drakenburg zur evangelisch-lutherischen Kirchengemeinde Drakenburg-Heemsen zusammengeschlossen.

### Eingemeindungen
Die Orte Anderten und Gadesbünden wurden am 1. März 1974 eingegliedert.

## Politik

### Gemeinderat
Der Gemeinderat aus Heemsen setzt sich aus elf Ratsfrauen und Ratsherren zusammen. Die Ratsmitglieder werden durch eine Kommunalwahl für jeweils fünf Jahre gewählt.
Bei der letzten Kommunalwahl 2021 ergab sich folgende Sitzverteilung:
- SPD: 4Sitze
- CDU: 6 Sitze
- Wählergemeinschaft Heemsen: 1 Sitz

### Bürgermeister
Bis 2021 fungierte Henry Koch (CDU) als ehrenamtlicher Bürgermeister der Gemeinde Heemsen. Ihm folgte Matthias Hogrefe (CDU) nach. Zur hauptamtlichen Samtgemeindebürgermeisterin der Samtgemeinde Heemsen wurde Bianca Wöhlke gewählt.

### Wappen
Blasonierung: Unter rotem Schildhaupt schräg gekreuzte silberne Giebelbretter mit Pferdeköpfen, gespalten von grün und gold, vorne ein in halber Höhe und oben gezinnter Wehrturm mit grüner Türöffnung und silbernen Gitterstäben, hinten ein nach rechts gewendeter rotbezungter Wolfskopf.

## Kultur und Sehenswürdigkeiten

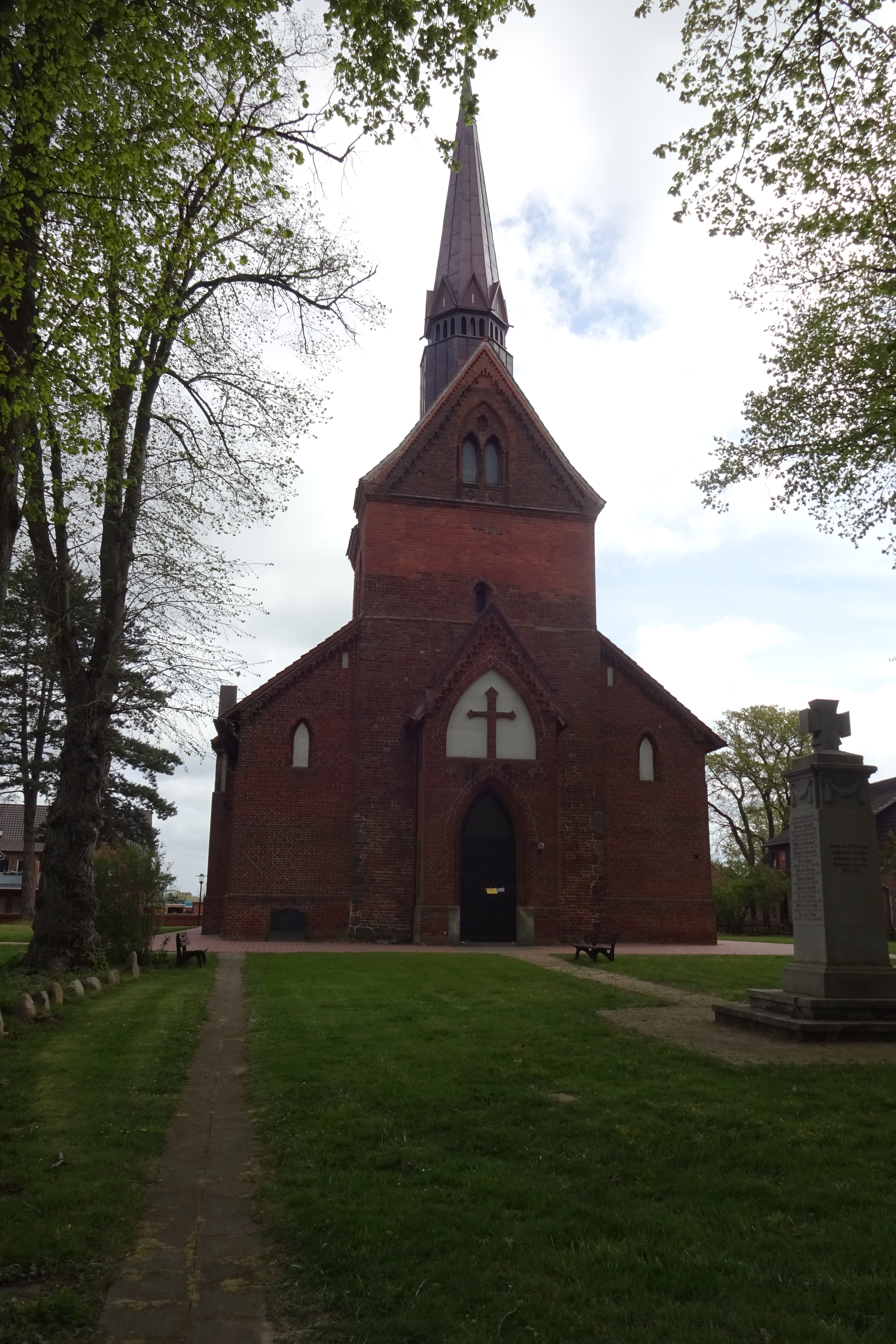
Kirche in Heemsen

- St.-Michaelis-Kirche, Kirche mit ungewöhnlicher Kombination aus Turm und Dachreiter
- Brunsburg, frühmittelalterliche Wallanlage mit gut erhaltenen Überresten

## Verkehr
Die Gemeinde liegt direkt an der Bundesstraße 209, die in Rohrsen beginnt und nach Walsrode führt.

## Persönlichkeiten, die vor Ort gewirkt haben
- Gerhard von Scharnhorst verbrachte Teile seiner Jugendzeit am Gut Hämelsee, das im Gemeindegebiet von Heemsen liegt.